# 大龍寺 (京都市)
大龍寺（だいりゅうじ）は、京都市右京区にある浄土宗の寺院。山号は八部山（はちぶざん）、院号は護法院（ごほういん）。本尊は阿弥陀如来（本堂「光明堂」）、別尊として秘仏烏枢沙摩明王（明王堂）を祀り、古来よりこの烏枢沙摩明王は日本三躯随一と称され、通称「うっさんの寺・うすさまの寺」として親しまれている。ちなみに四条裏寺町を北上し旧大龍寺山門（現・河原町OPAの南西端）に至り新京極へ抜ける道筋は旧境内地があったことから「うっさん図子（ずし）」あるいは「烏須沙摩辻子（うすさまずし）」といわれていた。また、天明の大火焼失の3年後、寛政3（1791）年に寺院復興の為に始まったとされる永代供養が今なお続く寺院としても有名である。

## 歴史
天正14（1586）年、豊臣秀吉の天正の地割に伴い、源蓮社然譽清善によって匂天神社付近にあった八部山光明堂より阿弥陀如来を、また御所の鬼門守護であった烏枢沙摩明王を勧請し四条河原町の北西にある裏寺町に八部山護法院大龍寺として創建された。
寛永6（1629）年に第4世乗蓮社宝譽了風は梵鐘を鋳造して鐘楼堂を建立した。また、これに先立ち元和8（1622）年には大本山黒谷金戒光明寺の梵鐘を鋳造寄進をしている。
天明8（1788）年に天明の大火によって堂宇の全てを焼失してしまったが、翌、寛政元（1789）年に火災を免れた梵鐘（昭和19年までは6尺四面の基礎石組みが残っていたとされる）を売却し、寛政10（1797）年方丈と庫裏が、文化元（1804）年に明王堂が再建された。文政年間（1818年-1829年）頃に方丈は仮本堂として、庫裏は1間半の大玄関を付け、書院として改築され、中門（のちの山門）が再建された。
元治元（1864）年禁門の変に伴うどんどん焼けで四条通りに面していた山門が焼失し、実質中門を山門とするようになった。明治5（1872）年、明治政府の上知令により境内地の約半分を召し上げられることとなる。この時、山門（もとの中門）の外にあった明王堂を仮本堂の北へ移築し、取り壊しを免れた。
昭和52（1977）年に創建以来391年に至り、現在地へ移転することを引き換えに、天明の大火以来、住職8代まさに189年ぶりに本堂が再建されることになり、さらに昭和62（1987）年には創建400年（移転10年）の記念事業として鐘楼堂が再建され、ようやく創建当時の伽藍が揃うことになった。なお、旧境内地より移築されたのは山門と明王堂のみである。
この移転、再建の施工を行ったのは大成建設株式会社である。

## 建築物

### ・参道

#### 山門
木造薬医門式　瓦葺‐文政年間建立　昭和52（1977）年移築

### ・下段

#### 烏枢沙摩堂門
木造高麗門式　瓦葺‐昭和52（1977）年建立

#### 烏枢沙摩堂（明王堂）
木造宝形造　本瓦葺　向拝・広縁・左右控付　間口3間　奥行4間‐文化元（1804）年再建　昭和52（1977）年移築

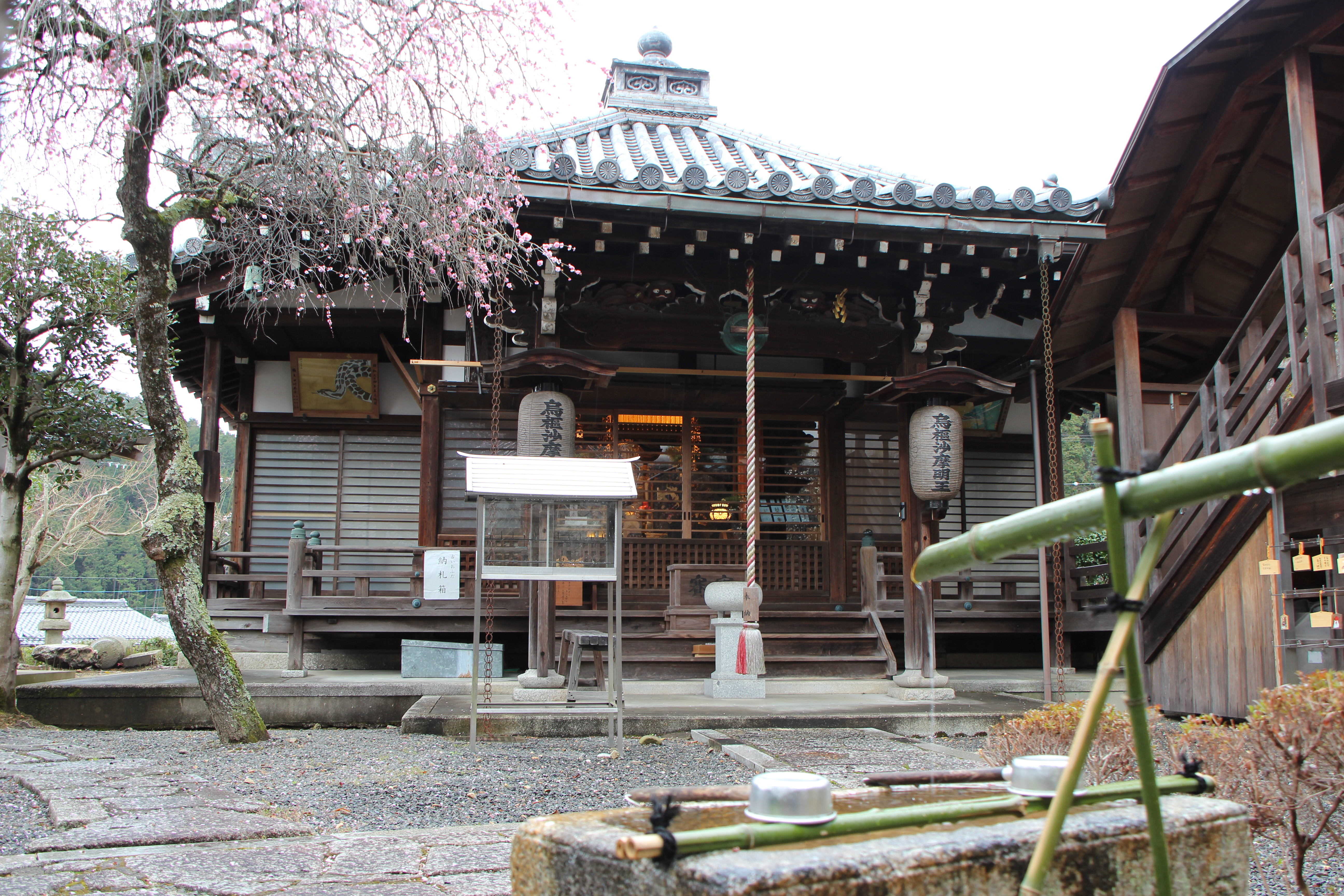
烏枢沙摩堂（明王堂）

#### 地蔵堂
木造宝形造　銅板葺　1間半四面‐昭和52（1977）年再建

#### 鎮守稲荷社
木造切妻造　銅板葺（切妻屋根付）‐昭和52（1977）年移築

### ・中段

#### 中門
木造入母屋造　薬医門式‐昭和62（1987）年移築

#### 庫裏・書院（寺務所）
RC造寄棟造式二階建（1階：庫裏・2階：書院）‐昭和52（1977）年再建

#### 鐘楼堂
木造入母屋造　本瓦葺‐昭和62（1987）年再建

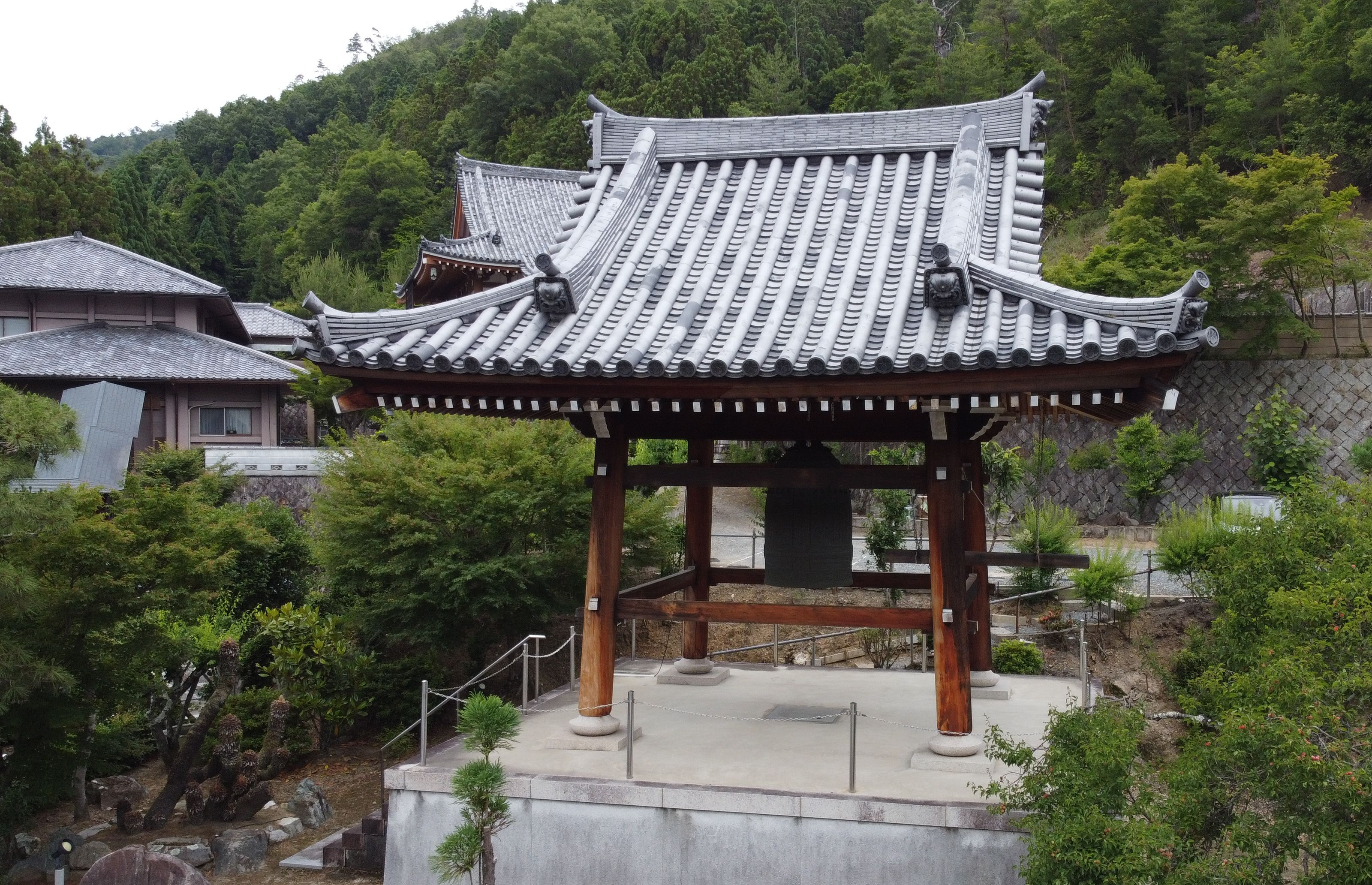
鐘楼堂

　　　〈梵鐘　高さ2ｍ　直径1.07ｍ　重さ1.85t‐昭和61（1986）年鋳造〉

#### 駐車場
6台

### ・上段

#### 光明堂（本堂）

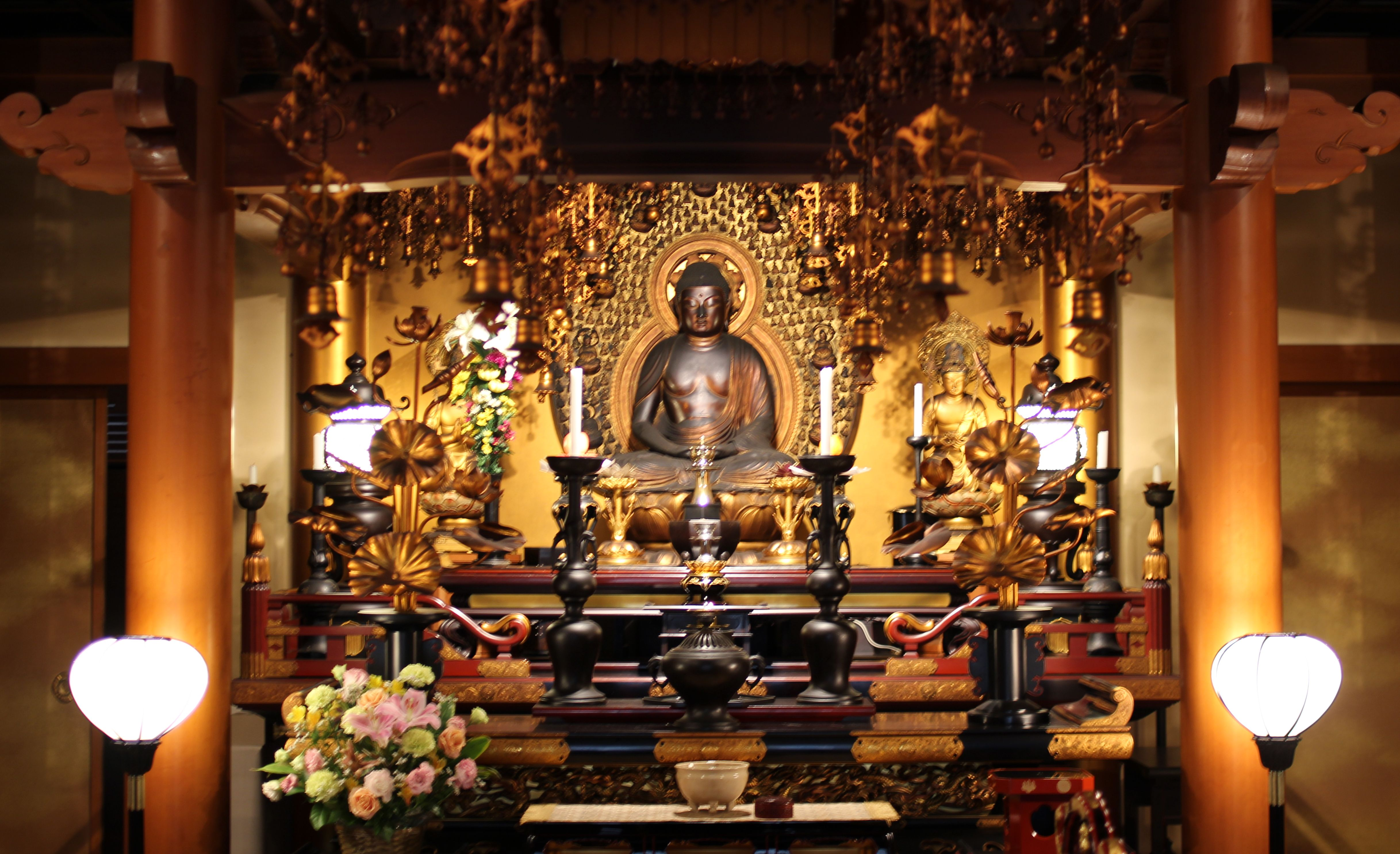
光明堂（本堂）内部

RC造入母屋造式　本瓦葺　向拝・広縁付　間口5間‐昭和52（1977）年再建

#### 墓地
歴代住職墓地・一般墓地・合祀納骨塔・ペット供養塔

## 境内

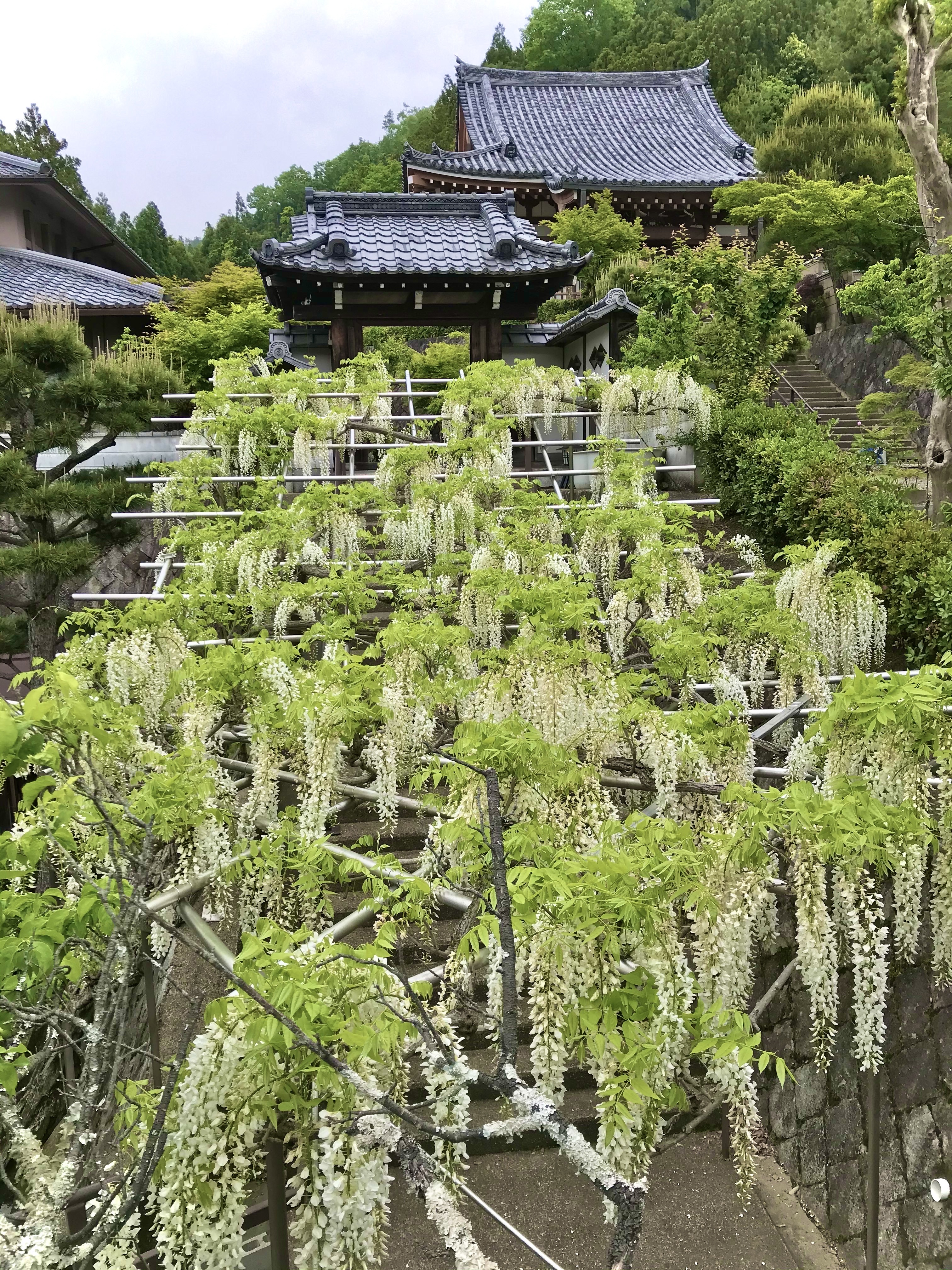
中門前の藤棚

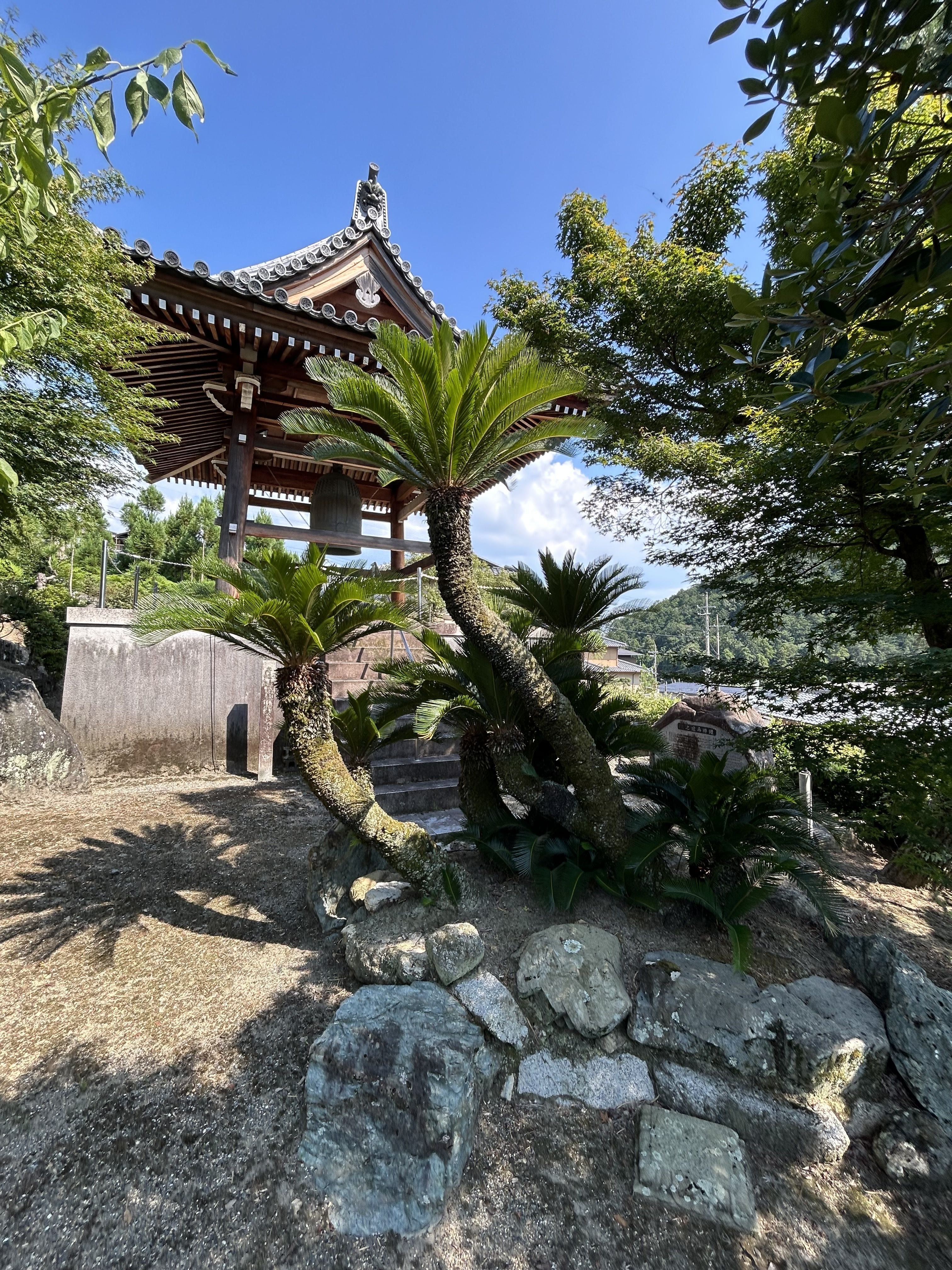
旧境内地より移植された「玄武の蘇鉄」（雄株）

下段の明王堂前には枝垂れ梅、中門前の階段には白藤の藤棚、中段にはもみじや百日紅、上段の本堂前には椿など四季折々の花や紅葉が楽しめる。

## 仏像
- 本尊　木造　九品化仏阿弥陀如来　坐像        （鎌倉時代）
- 別尊　木造　秘仏　烏枢沙摩明王　立像        （桃山時代）
- 木造　乳守地蔵菩薩　立像                        　　　（鎌倉時代）
- 乾漆造　身代り地蔵菩薩　半跏像           　　　（鎌倉時代）
- 木造　阿弥陀三尊　立像                          　　　 （江戸初期）

## 絵画
- 絹本墨画淡彩　玄奘三蔵図                       　　　 （江戸中期）
- 紙本墨画淡彩　中国故事図　六曲屏風　1双
- 『四季之眺』　六曲銭形御屏風　　1双
- 十二支絵馬　   （奉納　中村雁治郎　中村扇雀　中村智太郎　中村浩太郎）

## 彫刻
- 河童　阿吽像 　（奉納　中村雁治郎　中村扇雀　中村智太郎　中村浩太郎）

## 陶磁器
- 古九谷　六角香炉

## 石造美術
- 宝篋印塔                  　 　　（江戸中期)
- 阿弥陀如来立像         　    （江戸中期）
- 地蔵菩薩立像
- 手水鉢　銘「万月之我名」        （江戸前期）

## 墓所
- 鶴岡検校

## 交通
- 名神高速道路 京都南ICより13㎞
- 京都縦貫自動車道 沓掛ICより12㎞
- 駐車場6台

## 公共交通機関
- 京都市営バス８号系統　「高雄病院前」より徒歩５分
- 西日本ジェイアールバス高雄・京北線　「高雄病院前」より徒歩５分
- 京福電気鉄道北野線 宇多野駅より2.2㎞（福王子バス停まで徒歩5分）
- JR西日本嵯峨野線 花園駅より3.6㎞（双ヶ岡バス停まで徒歩10分）
- 京都市営地下鉄東西線 太秦天神川駅より4.1㎞（太秦天神川駅前バス停）

## 歴代住職
源蓮社然譽清善（1）→随蓮社順譽慧善（2）→桂芳院大阿闍梨増堅（3）→乗蓮社宝譽了風（4）→信蓮社単譽嘉的（5）→法蓮社薫譽嘉円（6）→念蓮社愍譽寂天（7）→観蓮社梵譽益順（8）→妙蓮社珍譽刢哲(9)→正蓮社覚譽恕風(10)→漸蓮社団譽龍山(11)→恩蓮社報譽真教(12)→安蓮社還譽養山(13)→行蓮社忠譽恕広(14)→観蓮社喜譽大随(15)→法蓮社説譽詮定(16)→信蓮社随譽諦全(17)→超蓮社常譽然冏(18・烏賀陽姓)→忠蓮社孝譽冏信(19・烏賀陽姓)→高蓮社才譽冏順(20・烏賀陽姓)→瑞蓮社宝譽霊海(21・拜郷姓)→諦蓮社眞譽英唱(22・拜郷姓)→耀蓮社瑞譽英亮(23・拜郷姓) 